# Claudine Dupuis
Claudine Dupuis (Parigi, 1º maggio 1924 – Lisieux, 26 maggio 1994) è stata un'attrice francese.

## Biografia
Dupuis ha preso parte a una trentina di film principalmente francesi e italiani tra gli anni '40 e '60. La prima apparizione risale al 1945 in La corte dei miracoli, tra le altre vanno ricordate quelle ne Fort de la solitude (1948), Il bivio (1951) e  Adorables démons (1957).
È stata sposata con il regista Alfred Rode che l'ha più volte diretta in carriera.
Si è ritirata dalle scene nel 1961 per gestire assieme alla madre e al marito un hotel ristorante "Le Moulin de la Planche" vicino a Etampes, successivamente si è trasferita a Deauville dove ha aperto un ristorante russo.
Claudine Dupuis morì all'ospedale di Lisieux nel 1991, completamente dimenticata dal pubblico. È sepolta nel cimitero di Deauville.

## Filmografia parziale
- La corte dei miracoli (François Villon), regia di André Zwoboda (1945)
- Gli avventurieri di San Juano (Cargaison clandestine), regia di Alfred Rode (1947)
- Fort de la solitude, regia di Robert Vernay (1948)
- Gli inesorabili, regia di Camillo Mastrocinque (1950)
- Il bivio, regia di Fernando Cerchio (1951)
- I nottambuli (Boîte de nuit), regia di Alfred Rode (1951)
- I sette peccati capitali (Les sept péchés capitaux) (episodio "La gola"), regia di Carlo Rim (1952)
- C'est la vie parisienne, regia di Alfred Rode (1954)
- Fascino criminale (Les pépées font la loi), regia di Raoul André (1955)
- La vergine ribelle (La fierecilla domada), regia di Antonio Román (1956)
- Beatrice Cenci, regia di Riccardo Freda (1956)
- I dritti, regia di Mario Amendola (1957)
- Adorables démons, regia di Maurice Cloche (1957)
- Quattro alla frontiera (Cuatro en la frontera), regia di Antonio Santillán (1958)
- F.B.I. sesso e violenza (Visa pour l'enfer), regia di Alfred Rode (1959)
- Gli avvoltoi della metropoli, regia di Alfred Rode (1961)